# Gymnocrex rosenbergii
Gymnocrex rosenbergii е вид птица от семейство Rallidae. Видът е световно застрашен, със статут Уязвим.

## Разпространение
Видът е разпространен в Индонезия.